# Santa Maria in Montesanto
Santa Maria in Montesanto je barokní bazilika v Římě, nachází se ve čtvrti Campo Marzio na náměstí piazza del Popolo mezi ulicemi via del Corso a via del Babuino. Je také známá jako Kostel umělců. Často se označuje jako dvojče sousedního kostela Santa Maria dei Miracoli, i když se oba kostely zblízka hodně liší, a to zejména v půdorysném rozvržení.

## Historie
Jméno kostela se odvozuje od toho, že nahradil malý kostel, který patřil mnichům karmelitánům provincie Monte Santo na Sicílii. Byl postaven v roce 1662 z iniciativy papeže Alexandra VII. pod vedením kardinála Girolama Gastaldiho, který tam později byl pohřben.
Práce byly přerušeny po smrti papeže v roce 1667 a obnoveny v roce 1673 pod dohledem Berniniho a za spolupráce Carla Fontany. Stavba byla dokončena v roce 1679.
Kostel uvnitř je eliptický, zatímco jeho takzvané dvojče Santa Maria dei Miracoli je kruhový; má šest bočních kaplí proti čtyřem u jeho "dvojčete".
V červenci roku 1825 papež Lev XII. kostel povýšil na baziliku minor.
Od roku 1953 se kostel stal sídlem „mše umělců“, unikátní iniciativy, kterou v roce 1941 založil Ennio Francia. Poté, co se několikrát změnilo místo bohoslužby, mše umělců našla domov v kostele na piazza del Popolo, kde se od té doby každou neděli slaví bohoslužby pro zástupce kultury a umění. Často se tu také konají pohřby osobností ze světa kultury a televize. Proto se basilice říká i „kostel umělců“.
Pod kostely-dvojčaty jsou pozůstatky dvou mohyl tvaru pyramid, velmi podobných velikostí a tvarem Cestiově pyramidě a později zbořené Vatikánské pyramidě. Tyto dva hroby byly datovány do augustovské éry a byly umístěny jako monumentální vstup do Campo Marzio, tedy plnily přesně stejnou funkci, kterou mají dnes dva podobné kostely.
V tomto kostele byl 10. srpna 1904 vysvěcen na kněze Angelo Roncalli, budoucí papež Jan XXIII.; událost připomíná pamětní deska umístěná během jeho pontifikátu.